# أليكس فيغا
أليكس فيغا (بالإيطالية: Alex Vega)‏ هو موسيقي ودي جيه إيطالي، ولد في 20 مايو 1977 في روما في إيطاليا.

## وصلات خارجية
- أليكس فيغا على موقع ميوزك برينز (الإنجليزية)
- أليكس فيغا على موقع ميوزك برينز (الإنجليزية)
- أليكس فيغا على موقع ديسكوغز (الإنجليزية)
- أليكس فيغا على موقع ديسكوغز (الإنجليزية)